# Powiat Łobeski

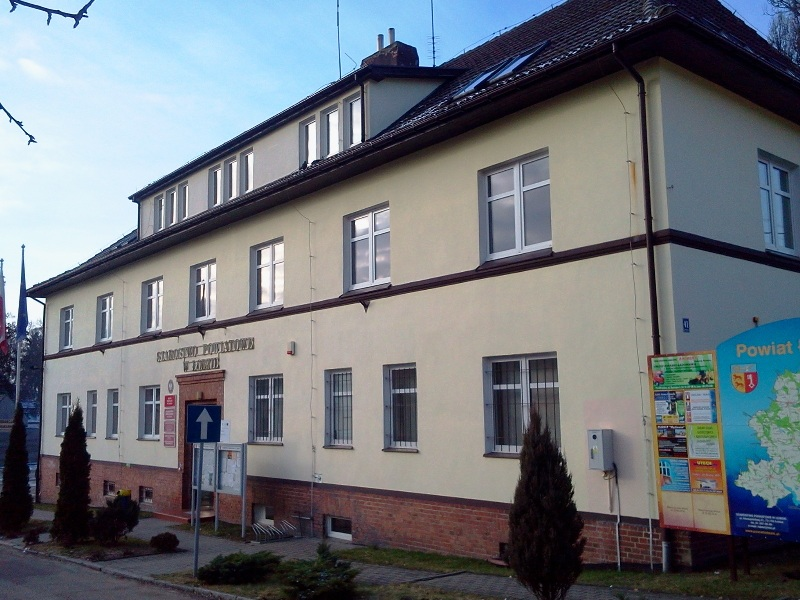
Das Amt des Landrates in Łobez (Labes)

Der Powiat Łobeski ist ein Powiat (Kreis) im Nordwesten der polnischen Woiwodschaft Westpommern, bevölkerungsmäßig der kleinste der Woiwodschaft. Der Landkreis wurde zum 1. Januar 2002 eingerichtet.
Nach der polnischen Gebietsreform vom Jahre 1999 gab es in Łobez starke Proteste der Bevölkerung gegen die neue Kreisstruktur, die auch eine Blockade der Eisenbahnstrecke Berlin–Danzig zur Folge hatte und dazu führten, dass die Stadt wieder Sitz eines Landkreises wurde.

Verwaltungseinteilung des Powiat Łobeski

## Gemeinden
Der Powiat Łobeski umfasst insgesamt fünf Gemeinden, davon
vier Stadt-und-Land-Gemeinden:
- Łobez (Labes)
- Resko (Regenwalde)
- Węgorzyno (Wangerin)
- Dobra (Daber)

und eine Landgemeinde:
- Radowo Małe (Klein Raddow)

## Nachbarlandkreise
| Powiat Gryficki (Greifenberg) |                                             | Powiat Kołobrzeski (Kolberg)    |
| Powiat Goleniowski (Gollnow)  | Kompassrose, die auf Nachbargemeinden zeigt | Powiat Świdwiński (Schivelbein) |
| Powiat Stargardzki (Stargard) |                                             | Powiat Drawski (Dramburg)       |